# Hermann von Borries (Regierungspräsident)
Alexander Sigismund Hermann von Borries (* 1820 auf Gut Eckendorf; † 26. August 1896 in Kassel) war ein deutscher Verwaltungsbeamter.

## Leben
Hermann von Borries studierte an der Ruprecht-Karls-Universität Heidelberg Rechtswissenschaften. 1841 wurde er Mitglied des Corps Saxo-Borussia Heidelberg. Nach Abschluss des Studiums und Absolvierung des Referendariats wurde er 1850 Gerichtsassessor in Naumburg (Saale). Von 1851 bis 1860 war er bei den Spezialkommissionen in Stendal und Magdeburg tätig. Als Regierungsassessor wechselte er 1860 zur Regierung Danzig, wo er 1863 zum Regierungsrat befördert wurde. 1866 wurde er zur Regierung Köslin und 1868 zur Finanzdirektion Hannover versetzt. 1876 ging er als Oberregierungsrat zur Regierung Oppeln. 
Von Borries wurde 1883 zum Präsidenten der Finanzdirektion Hannover ernannt. Von 1885 bis zu seiner Pensionierung 1886 war er Regierungspräsident des Regierungsbezirks Lüneburg. Nach seiner Pensionierung lebte er bis zu seinem Tod in Kassel.